# Las Hermanas Márquez
Las Hermanas Márquez, conocidas como "Las Pimentosas", fue un trío cubano cuya vida artística comenzó en 1933 en Puerto Padre (Cuba). Fue considerado el primer trío vocal femenino de Latinoamérica, y estaba formado por Caridad (Cusa) primera voz y guitarra, Albertina (Trina) segunda voz y Nerza, tercera voz y maracas.  Tras numerosas actuaciones y giras por el Caribe y México, las hermanas recalaron en los Estados Unidos, donde se instalaron en 1951. En 2010 recibieron el premio Grammy a la Excelencia.

## Biografía
Las hermanas formaban parte de una familia numerosa cuyos padres ya se dedicaban a la música. Alberto Márquez Gómez, guitarrista y percusionista, fue un relevante músico y maestro, que fundó en la Villa de Puerto Padre la Banda Municipal en 1914. Elena Reyes, era compositora y hacía las letras de las canciones. Tuvieron catorce hijos, once de ellos mujeres. Seis de ellas llegarían a integrar "Las Hermanas Márquez", que a su vez se desdoblaba en dos tríos.
Desde niñas, Trina y Cusa aprendieron a tocar la guitarra. Debutaron por primera vez en 1931 en su ciudad natal, Puerto Padre y en los aledaños para ya ser conocido el trío en 1933 , cuando se dan a conocer en Santiago, con gran éxito de público y crítica y empiezan a salir en radio. Eran tres voces frescas, dulces, con todo el sabor de Oriente, que cantaban guarachas, sones y boleros acompañándose de guitarras. Fue el primer trío femenino del que se tiene constancia en Cuba y toda Latinoamérica. Además del trío habitual, fueron seis las hermanas que en algún que otro momento participaron y actuaron públicamente: Zaida (voz), Alba (voz), Esther (guitarra), Albertina (claves y voz), Caridad (primera voz y guitarrista) Nerza (voz) y Olga (voz).
En Santiago actuaron numerosas veces con la orquesta de Mariano Mercerón. En 1937 se trasladaron a La Habana y dieron recitales en varias emisoras y teatros, presentándose en el Martí y en el América, y en las estaciones RHC, CMQ y Radio Lavín. El maestro Ernesto Lecuona las presentó en un famoso programa con seis pianos y los principales artistas cubanos del momento: Esther Borja, Miguelito Valdés, Bola de Nieve, Orlando de la Rosa y Rita Montaner, entre otras figuras relevantes de la época. En 1941 grabaron su primer disco con la RCA Victor. Durante estos inicios estuvieron en las manos del mejor empresario cubano de aquellos tiempos, Heliodoro García, que les permitió dar el salto y organizó giras artísticas por los países caribeños, actuando en Puerto Rico, República Dominicana, Haití y Venezuela.  Entre 1944 y 1945 viajaron por México en varias giras y participaron en la película "Pervertida" (1946) dirigida por José Díaz Morales. 
En 1949 Nerza Márquez se casó y se retiró de las actuaciones, y entró en su lugar Olga; poco después fue Olga la que se retiró tras su matrimonio, regresando entonces Nerza. En 1951 se embarcaron a los Estados Unidos, contratadas por cuatro semanas para actuar en Nueva York y se quedaron para siempre, desarrollando gran parte de su carrera en Nueva York y la Costa Este. Actuaron en los restaurantes Chateau Madrid o el club Lou Booth de Nueva Jersey; y en los auditorios neoyorquinos más reconocidos como el Palladium, el Palace y el Roseland. También se presentaron en los cabarets de Las Vegas y Atlantic City. En 1965 grabaron un LP "Las Hermanas Márquez vuelven", pero no fue así y entraron en una larga etapa sin muchas apariciones públicas, al envejecer los padres y enfermar, cuidándolos  hasta su muerte. Pero la más persistente del grupo, Trina, volvió a las tablas nuevamente en 1990 con su hermana Nerza, y siguieron cantando y tocando; y además Trina, componiendo.
Fue Paquito d´Rivera quien las rescató del olvido. La madre de Paquito le habló de estas artistas y le animó a que las conociera, pues él solo había oído hablar de ellas y leído sobre las hermanas Márquez en los libros de historia de la música. Ya casi olvidadas en su exilio de Nueva Jersey, Paquito d´Rivera, el hombre que también había rescatado a Bebo Valdés, las convenció para que volvieran a los escenarios y grabasen un disco.  
Grabaron su primer CD (anteriormente todo habían sido vinilos) en Nueva York, en un gélido día de enero de 2004 con 18 grados bajo cero, y producido por Dania Dévora y José Luis Rupérez. Lograron grabar todo en 10 horas, toda una hazaña musical, cuando normalmente para un solo instrumento se tardan hasta dos días. Rupérez y Paquito d´Rivera decidieron meses después crear una edición especial, un libro-disco cuidadosamente editado y documentado con muchas fotografías de la época y los mejores boleros, guarachas y chachachás compuestos por los más afamados músicos  (Fernando Ortiz, Tereso Valdés, Bobby Collazo, Ernesto Lecuona), además de varias canciones compuestas por ellas y de su clásico repertorio, entre más de 300 canciones. El CD fue preseleccionado para cuatro categorías de los premios Grammy de 2004. Tras esta grabación Las Hermanas Márquez visitaron España actuando en Tenerife, Cáceres y Madrid. También en 2004 se realizó un documental´musical  sobre ellas "Las hermanas Márquez" dirigido por Sergio Mondelo y José Luis Rupérez. 
El  11 de noviembre del 2010, en el Mandalay Bay Events Center de Las Vegas y durante la 11a Entrega Anual del Latin GRAMMY se les concedió el Premio a la Excelencia Musical 2010.